# Burg Affelstetten
Die Burg Affelstetten, auch Altes Schloss genannt, ist die Ruine einer Spornburg auf einem 650 m ü. NN hohen Felsen 500 Meter südwestlich des ehemaligen Weilers Affelstetten bei Veringendorf, einem Stadtteil von Veringenstadt im Landkreis Sigmaringen in Baden-Württemberg.

## Geschichte
Die Burg wurde vermutlich während des 13. Jahrhunderts vom in Affelstetten ansässigen Ortsadel erbaut, von ihnen wurde erstmals Hermann von Affelstetten im Jahr 1308 als Zeuge in einer Urkunde für Hugo von Werdenberg und Eberhard von Nellenburg erwähnt. Welchen Standes die Herren von Affelstetten angehörten, ist ebenfalls nicht bekannt, 1495 werden die Affelstettener als Freie bezeichnet, in älterer Literatur werden sie dagegen als Dienstmannen der Herren von Jungingen aufgeführt.
Auch in den folgenden Jahren wurden Angehörige des Affelstettener Geschlechtes noch mehrmals erwähnt, unter anderem im Dienste der Stadt Pisa.
1367 wurde unter anderem Affelstetten von Ursula von Jungnau-Hohenfels den Gebrüdern Eberhard und Johannes von Reischach verkauft, 1418 erwarben die Grafen von Werdenberg die Burg.
Zu welchem Zeitpunkt und aus welchem Grund die Burg aufgegeben wurde, ist nicht bekannt.
Von der ehemaligen kleinen Burganlage auf einem Felsturm mit einem Bergfried und der Grundfläche von 9 mal 9 Metern sind noch geringe Mauerreste und der Halsgraben erhalten.

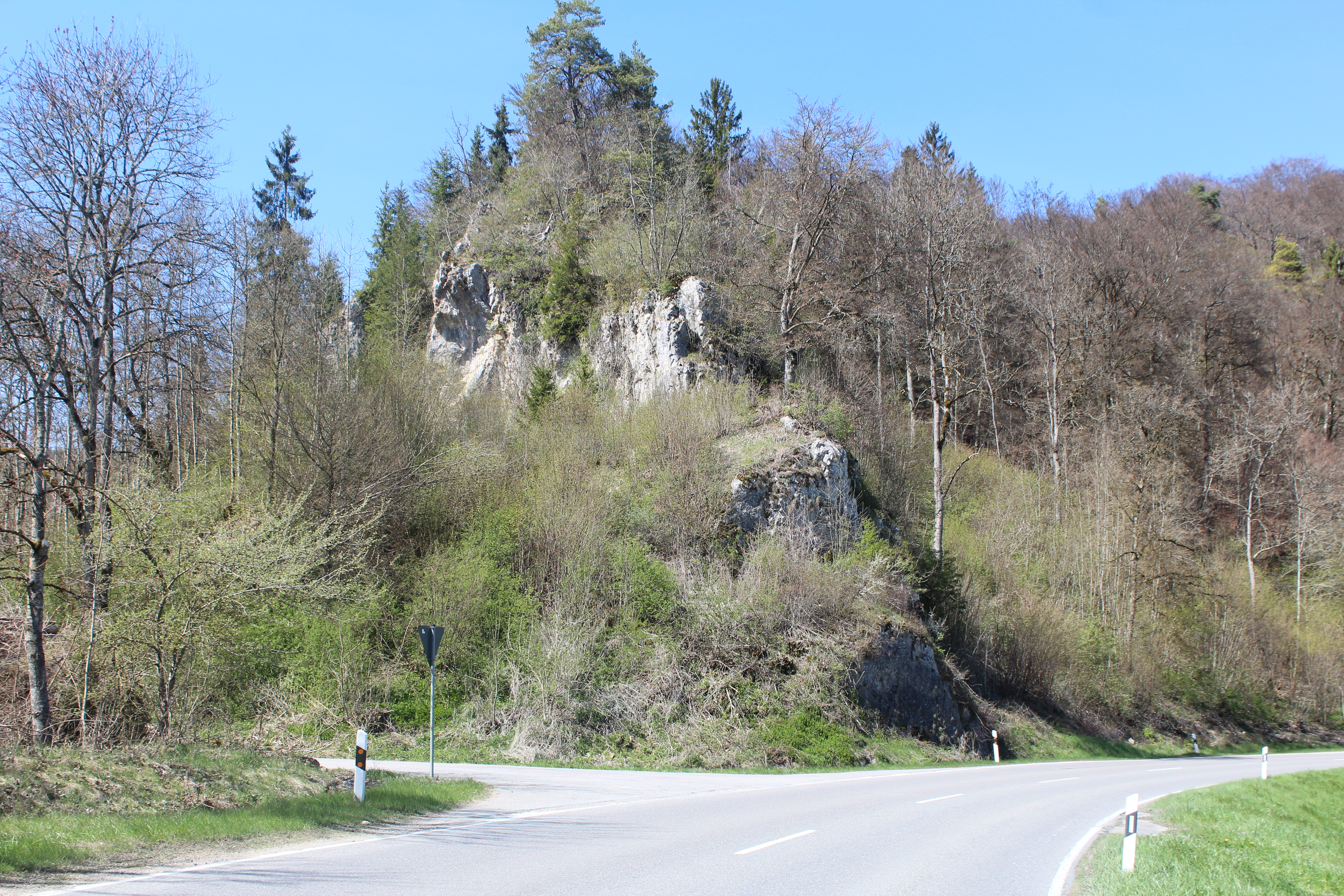
Die Bundesstraße 32 von Sigmaringen Richtung Reutlingen führt direkt auf die Felsgruppe zu. Blick von der B32 Richtung Norden.
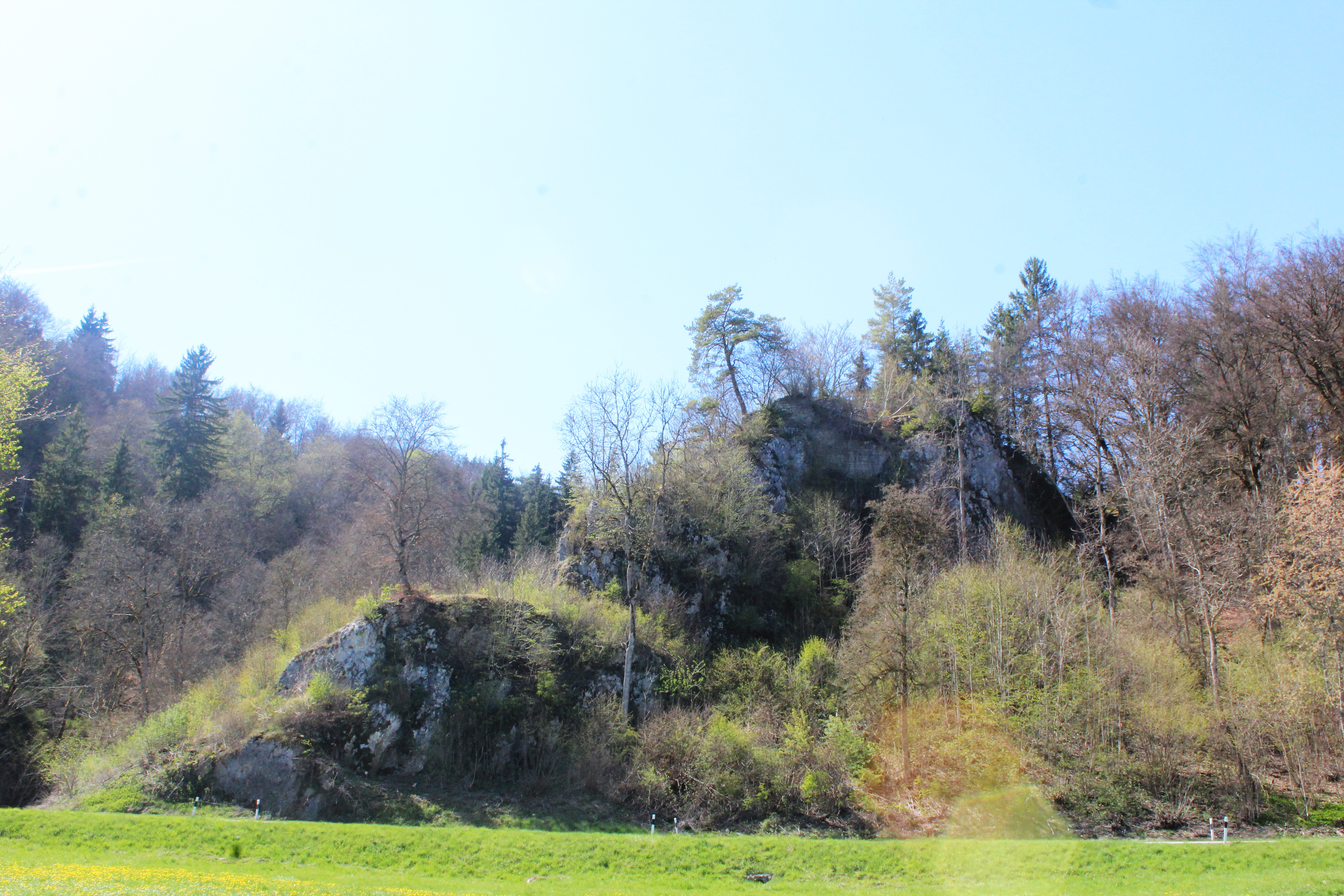
Blick in Richtung Nordwesten.
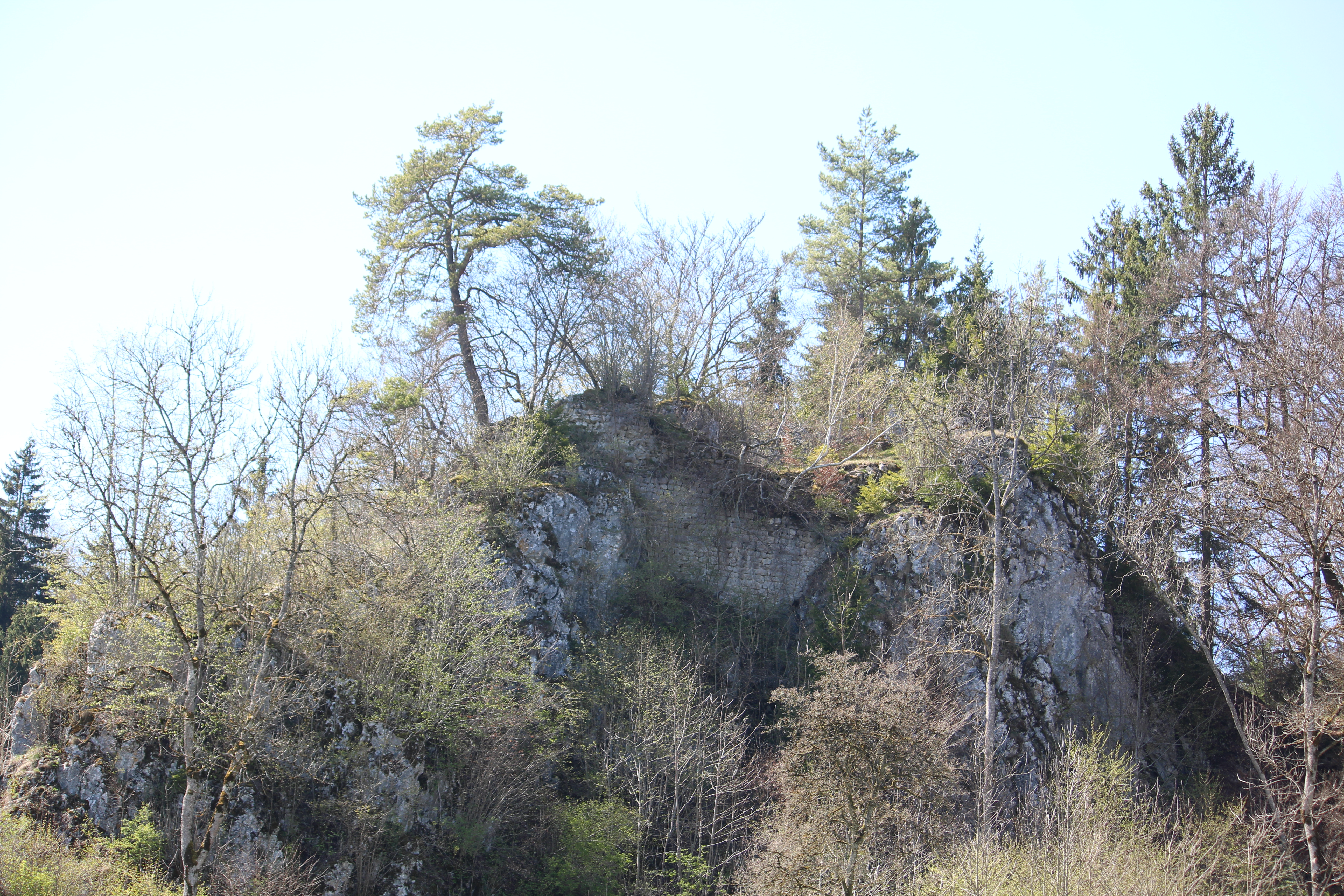
Blick nach Nordwesten. Zwischen den beiden Felspartien sind die Reste der Burgmauer erkennbar.
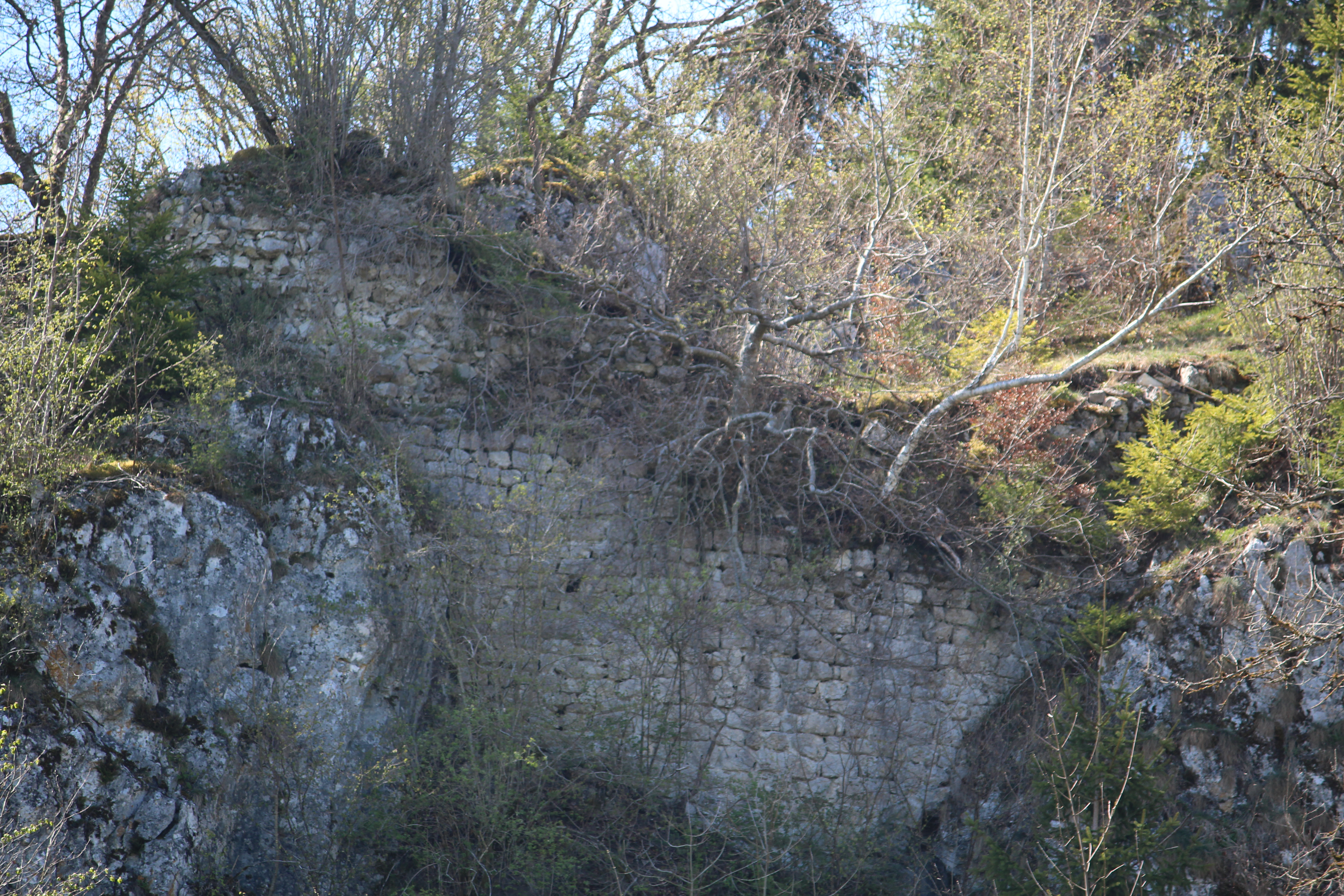
Blick nach Nordwesten auf die Mauerreste der Burg.
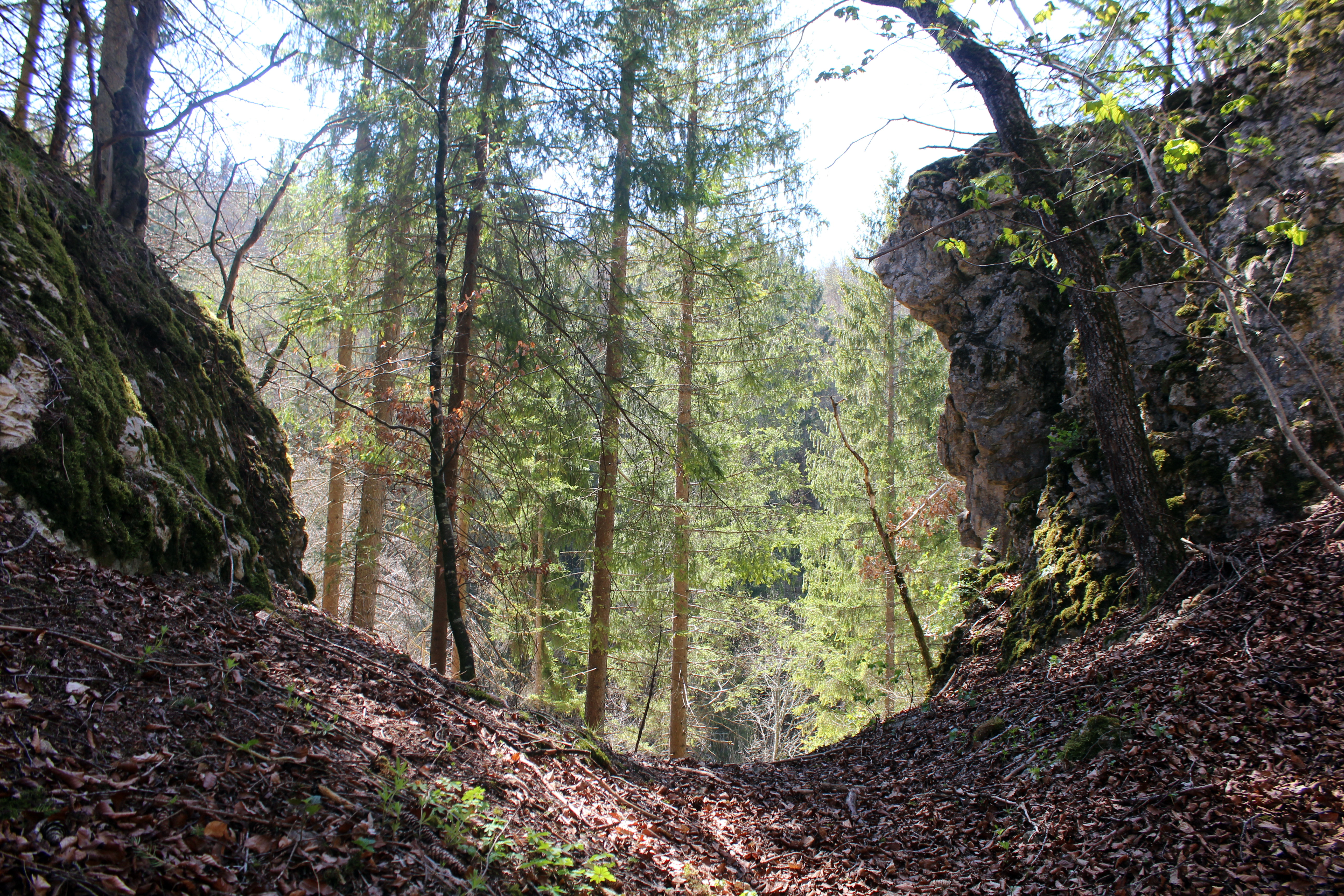
Blick nach Westen auf den Halsgraben.
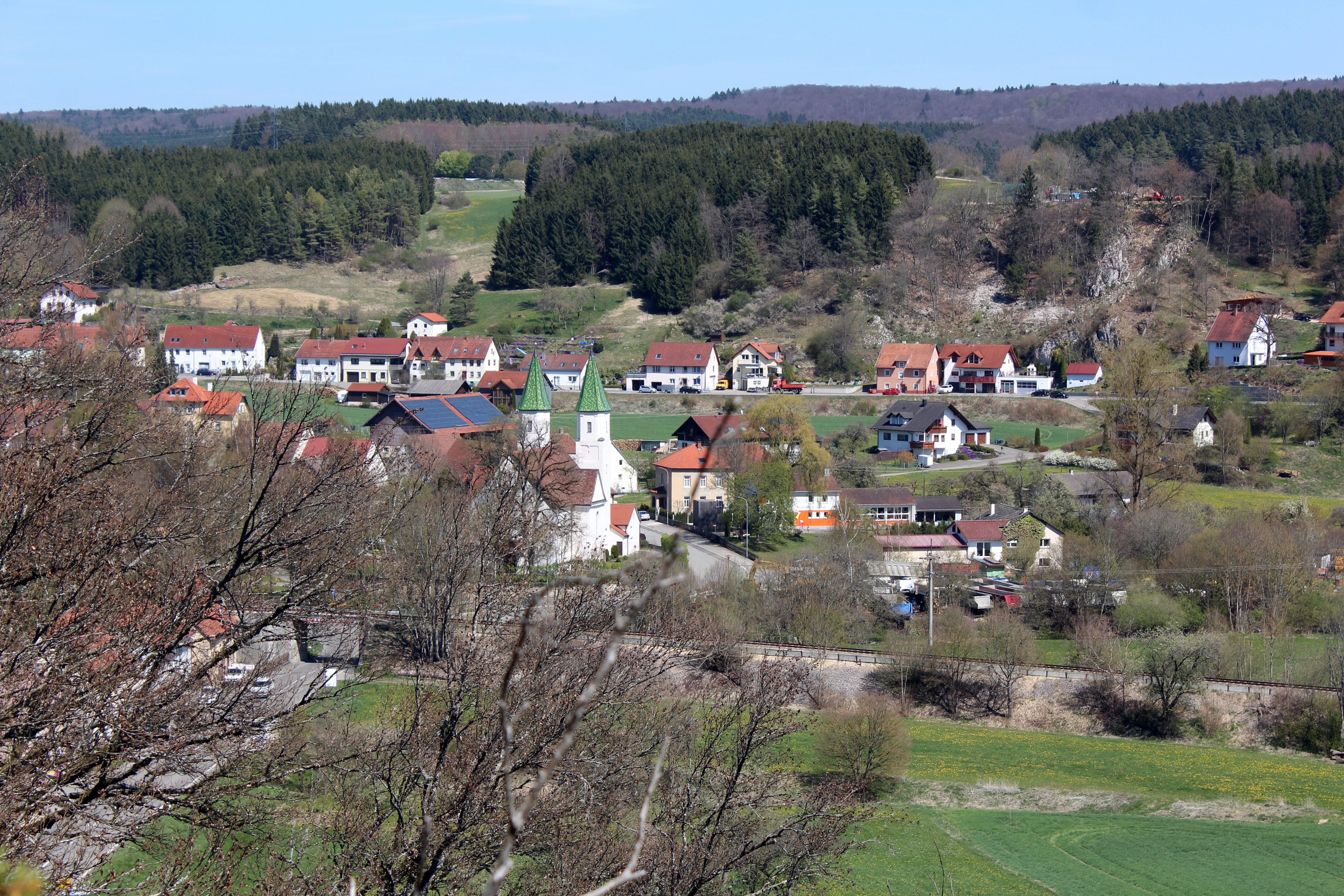
Blick nach Osten auf den Ort Veringendorf.
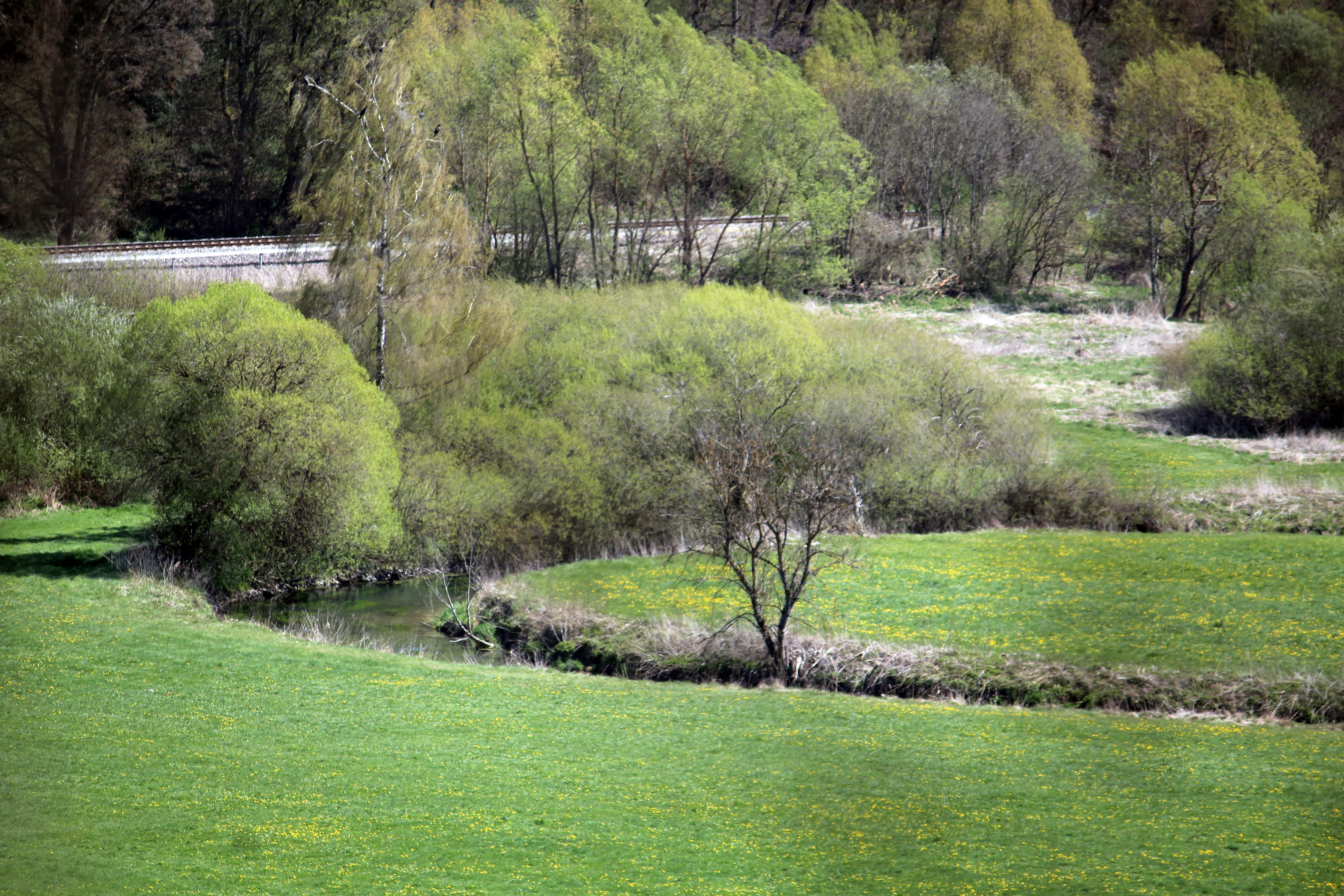
Blick nach Südosten in das Tal der Lauchert. Links im Hintergrund der Bahndamm der Hohenzollerischen Landesbahn.